# 2-硝基萘
2-硝基萘是一种有机化合物，化学式为C
10H
7NO
2。萘经硝酸的直接硝化产率较低，更高效的方法是通过2-萘胺的重氮化反应得到。它可以被氢气或肼还原为2-萘胺。